# Север (начальник конницы)
Север (лат. Severus) — римский полководец IV века и magister equitum Галлии.

## Биография
Север был назначен на должность magister equitum Галлии в 357 году и был им до 358 года, когда его сменил Лупицин. Чуть позже, при Валентиниане I Север участвовал в битве при Аргенторате, где командовал левым крылом римского войска. В походе на франков он разбил несколько их отрядов и пленил много людей. Во время болезни Валентиниана был выставлен кандидатом в императоры, будучи уже в должности magister militum но вследствие выздоровления императора так им и не стал.
Потом будучи уже комитом доместиков был послан в Британию для установления там порядка. Север также участвует и в походе Валентиниана на алеманнов и в набеге на их царя Макрина. Дальнейшие следы Севера теряются.

## Аммиан Марцеллин о Севере
…Север, человек не склонный к ссорам и не высокомерный, приученный долгим военным опытом к повиновению, который будет готов как дисциплинированный солдат следовать за вождем, указывающим правильный путь.